# Хераково
Хѐраково е село в западната част на България, част от община Божурище в Софийска област. Населението му е около 997 души (15 март 2024).

## География
Хераково е разположено на 642 метра надморска височина в северозападната част на Софийското поле и в подножието на Люлин планина, 22 километра северозападно от столицата София и на 35 километра югоизточно от границата със Сърбия.
Селото има няколко обособени махали, отделени от него на по 2 – 3 километра: „Скала махала“, „Кантон“, „Бобен“, „Белица“, „Каракачан махала“. Махалите „Белица“, „Бобен“, „Кантон“ и „Каракачан махала“ са разположени по течението на Беличка река, десен приток на река Блато. Беличка река е на вид малка, но местните хора знаят колко много вода събира през пролетта. Тогава е много бурна и често мени коритото си. През лятото може да се уловят кротушки, мренки или змиорки. Растителността около реката наподобява лонгоз.[източник? (Поискан днес)] Десен приток на Беличката река е преминаващата през центъра на Хераково Хераковска река, на която – между „Скала махала“ и „Кантон“ – е изграден микроязовира „Хераково“, който е зарибен.
В землището има борова и широколистна гора, където може да се организират пикници – има много приятни полянки сред гората. Познавачите на гъби там могат да намерят масловка, рижика, сърнела, печурка. Почвата е плодородна – има условия за отглеждане на пшеница, слънчоглед, царевица, зеленчуци, овошки.

## История
Според много хора името на селото идва от основателя му, чието име било Херак.[източник? (Поискан днес)]

## Инфраструктура
През североизточния край на землището на Хераково преминават Републикански път I-8 (свързващ София с Калотина), Железопътна линия 6 (Волуяк – Перник) и автомагистрала „Европа“ (в строеж към юли 2025 година). Един от възлите на магистралата е наречен „Хераково“, но е разположен в землището на съседното село Пролеша.

## Култура
Ежегоден събор и Храмов празник е 6 май – Гергьовден. Обикновено през месец юли се провежда празник на читалището на селото, на който празник има културна програма най-често хора и ръченици.

## Известни личности
Родени в Хераково
- Цветан Атанасов (р. 1948), футболист